# Día Nacional de Lucha contra la Violencia y Crímenes de Odio hacia Lesbianas, Trans, Gays y Bisexuales
El Día Nacional de Lucha contra los Crímenes de Odio hacia Lesbianas, Trans, Gays y Bisexuales es una conmemoración que se lleva a cabo cada 31 de mayo en el Perú. Evoca a la Masacre de Tarapoto, donde ocho personas LGBT fueron asesinadas como parte de las cruzadas contra el vicio, por miembros del grupo terrorista denominado como Movimiento Revolucionario Túpac Amaru (MRTA), cuyo objetivo era implantar un estado socialista de orientación marxista-leninista-guevarista en el Perú. 

## Antecedentes
Entre los años 1980 y 2000, Perú atravesó el conflicto armado interno, mencionado en el documento por la Comisión de la Verdad y Reconciliación (CVR). Este enfrentamiento dejó un saldo de casi 70 mil personas muertas y desaparecidas, producto de las Fuerzas Armadas y los grupos terroristas subversivos como el Partido Comunista del Perú - Sendero Luminoso (PCP-SL) y el Movimiento Revolucionario Túpac Amaru (MRTA). Entre las muertes hubo personas de la comunidad LGBTIQ+, quienes fueron asesinadas bajo la denominación de ‘limpieza social’. 
El 31 de mayo de 1989 un contingente armado del grupo terrorista de influencia socialista, marxista, leninista, castrista y guevarista Movimiento Revolucionario Túpac Amaru (MRTA), ingresó a la discoteca Las Gardenias, en la ciudad de Tarapoto (departamento de San Martín), en la selva del Perú, sacó a ocho personas gay y trans de su interior para posteriormente asesinarlas a balazos en la calle.
Días después, en su órgano oficioso de comunicación, el periódico Cambio, asumirían su autoría bajo la consigna de limpieza social, una política de exterminio en donde no se pensaba tolerar más la existencia de las «lacras sociales» (delincuentes, soplones, prostitutas, drogadictos y personas LGBTIQ+) que corrompían a la juventud en la nueva democracia popular que impondrían.
Las ocho personas asesinadas en Tarapoto fueron César Marcelino Carvajal, Max Pérez Velásquez, Luis Mogollón, Alberto Chong Rojas, Rafael Gonzales, Carlos Piedra, Raúl Chumbe Rodríguez y Jhony Achuy. El caso se conoce como “La Noche de las Gardenias” y ha sido incluido en el informe final de la Comisión de la Verdad y Reconciliación (2003) y en la exposición permanente del Lugar de la Memoria, la Tolerancia y la Inclusión Social (2013).

## Génesis de la conmemoración
En 2003 el Movimiento Homosexual de Lima (MHOL) presentó el “Retablo de la Memoria TLGB” en donde consignaban más de 100 nombres de los asesinados por el odio desde 1989 hasta el 2003, en un largo trabajo de recuperación de la memoria. Fue gracias a esta labor que el equipo de redacción del informe final la Comisión de la Verdad incluiría el caso Las Gardenias, siendo la primera vez en la historia que una Comisión de este tipo incluye la persecución sistemática de personas LGTBI en un conflicto civil.
El 19 de junio del 2018, el Ministerio de Justicia realizó un acto de reconocimiento simbólico a la población LGTBI de Tarapoto. Se colocó una placa conmemorativa con un mensaje del Gobierno hacia la comunidad:

En memoria de las víctimas de terrorismo a causa de su orientación sexual durante el periodo de violencia comprendido de 1980 al 2000 de las  comunidades del distrito de Tarapoto, por quienes renovamos el compromiso de dignificar sus memorias para sanar las heridas y alcanzar la reconciliación nacional.